# Jeanne Blum
Pour les articles homonymes, voir Blum.
Jeanne Blum, née Jeanne Levylier le 11 décembre 1899 à Paris et morte le 3 juillet 1982 à Jouy-en-Josas, connue également sous les noms de Jeanne Torrès et de Jeanne Reichenbach, est la troisième épouse de Léon Blum, président du Conseil sous la Troisième République.

## Biographie
Née Jeanne Adèle Levylier en 1899, issue d'une famille de hauts fonctionnaires juifs et belle-fille du sénateur Charles Humbert, elle a d'abord épousé l’avocat Henry Torrès, dont elle a eu deux enfants, Jean et Georges. Après son divorce, elle épouse l’industriel Henri Reichenbach, un des fondateurs des magasins Prisunic. 
Cousine éloignée de Léon Blum, elle s'était rapprochée de lui à la fin des années 1930, à la mort de Thérèse Blum, assurant une partie de son secrétariat. 
Elle en était amoureuse depuis 1915 et sa vue dans l'appartement parisien de son beau-père où Blum, alors critique littéraire en vue et directeur de cabinet du ministre des Transports, Marcel Sembat, n'avait même pas remarqué l'adolescente qui l'observait dans l'encoignure de la porte du salon. En juin 1940, elle refuse de partir avec son mari à New York et va renoncer à sa vie confortable pour suivre Blum dans ses cinq années difficiles. D'abord à Vichy à l'été 1940 puis à Colomiers, près de Toulouse, où le couple avait trouvé refuge chez des amis. Arrêté sur ordre de Pétain, Blum est interné au château de Chazeron puis au château de Bourrassol, tous les deux dans le Puy-de-Dôme, et enfin au fort du Portalet dans les Pyrénées, où sont également internés d'autres hommes politiques de la IIIe République (Édouard Daladier, Georges Mandel, Paul Reynaud…). Il est ensuite transféré à la prison de Riom, en attente de son procès début 1942. Jeanne, à chacune de ses détentions, s'installe dans des hôtels à proximité et lui rend visite dès qu'on l'y autorise. 
Arrêté par la Gestapo en mars 1943, Léon Blum est déporté à Buchenwald comme « otage d'État ». Il n'est pas interné dans le camp même mais dans une maison forestière à proximité qu'il partage avec Georges Mandel, où les conditions de vie sont plus favorables. Pierre Laval autorise Jeanne à l'y rejoindre et, son mari s'étant suicidé entretemps, elle épouse Léon Blum le 8 octobre 1943, leur mariage étant célébré par un officier d'état civil allemand,. Rentré en France en mai 1945, le couple est hébergé un mois au palais du Luxembourg, le temps que la maison de Jeanne à Jouy-en-Josas, « Le Clos des Metz », soit remise en état. Jeanne avait acheté celle-ci et les 19 hectares de terrain autour en 1937 pour son fils Jean, asthmatique. Durant l'Occupation, elle a été occupée par les Allemands, la propriété subissant aussi des bombardements. Le couple s'y installe. Blum y meurt d'un infarctus cinq ans plus tard, en 1950, Jeanne a alors 51 ans. 
En 1974 elle ouvre l'École Jeanne-Blum dans cette commune, destinée à former dans les métiers du paramédical des enfants déscolarisés et des adultes. Elle y applique sa méthode dite « de complémentarité horizontale ». Elle intitule un des diplômes « Georges Achard », nom porté par son fils. Jeanne Blum se donne la mort en 1982 trente-deux ans après la mort de son mari,. Incinérée au cimetière intercommunal des Joncherolles, ses cendres ont été enterrées dans le jardin de leur maison de Jouy-en-Josas. Elle lègue sa maison à la ville de Jouy-en-Josas « pour mission d'y entretenir le souvenir de Léon Blum et d'y développer des activités culturelles et artistiques ».

## Hommages
- Maison de Léon et Jeanne Blum, Jouy-en-Josas, qui fut leur propre maison.
- École Jeanne Blum, Jouy-en-Josas, créée et ouverte par Jeanne Blum elle-même ; dans cette école, on prépare notamment un diplôme intitulé « Georges Achard », le nom du fils de Jeanne.
- Le film Je ne rêve que de vous de Laurent Heynemann, avec Elsa Zylberstein et Hippolyte Girardot dans les rôles de Jeanne et Léon Blum, retrace sa liaison avec Léon Blum avant la guerre puis pendant l’Occupation.